# Glattdrücken
Als Glattdrücken werden zwei eng verwandte Fertigungsverfahren bezeichnet, die zur Gruppe des Eindrückens zählen, die wiederum zum Druckumformen zählt. Sie werden genutzt, um die Oberfläche der Werkstücke zu verbessern. Die Rauheit kann verringert werden, die Dauerfestigkeit und Verschleißfestigkeit werden erhöht durch Verfestigung der Oberfläche und durch das Einbringen von Druckeigenspannungen.
Bei beiden Verfahren werden Werkzeug mit abgerundeten Köpfen genutzt, die teils poliert sind. Diese werden auf die Oberfläche gepresst und darüber gezogen. Es kommt somit zum Gleiten, einer Relativbewegung zwischen Oberfläche und Werkzeug. Durch den von den Werkzeugen erzeugten Druck kommt es in Oberflächennähe zum Fließen des Werkstoffes. Die erzeugte Form der Oberfläche hängt weitestgehend von der Bewegung der Werkzeuge ab und nur geringfügig von ihrer Form.
In der DIN 8583-5, in der sämtliche Verfahren des Eindrückens beschrieben werden, wird unterschieden zwischen folgenden beiden Verfahren:
- Glattdrücken mit geradliniger Bewegung ist ein Verfahren, bei der die Werkzeugbewegung gerade ist (ähnlich dem Hobeln), also nicht rotierend oder umlaufend.
- Glattdrücken mit umlaufender Bewegung ist ein Verfahren mit umlaufender Bewegung. Meist rotieren die runden Werkstücke um ihre eigene Achse, ähnlich wie beim Drehen.